# Agnes van den Brandeler
Jkvr. Agnes van den Brandeler (Delft, 18 oktober 1918 − Hengelo (Gelderland), 15 maart 2002) was een Nederlands kunstschilder, illustrator en boekbandontwerper.

## Biografie
Van den Brandeler, telg uit het adellijke geslacht Van den Brandeler, was een dochter van ingenieur jhr. ir. Willem Cornelis Quirin van den Brandeler (1885-1971) en Hillegonda barones van Randwijck (1888-1970), telg uit het geslacht Van Randwijck, en kleindochter van burgemeester Frans Willem baron van Randwijck, heer van Rossum en Heesselt (1854-1930), over welke eerste plaats ze herinneringen publiceerde; ze werd vernoemd naar haar grootmoeder van moederszijde, jkvr. Agnes Boreel (1853-1916), telg uit het geslacht Boreel. Ze trouwde in 1963 met haar verwant jhr. ir. Andries Louis van den Brandeler (1918-1991), uit welk huwelijk geen kinderen werden geboren.
Van den Brandeler volgde opleidingen aan de Vrije Studio (Den Haag), de Koninklijke Academie van Beeldende Kunsten (Den Haag), de École des Beaux Arts (Parijs) en de Escuela de Artes Graficas Barcelona. Ze was een leerling van Han van Dam, Demetrios Galanis, Henk Meijer en Willem Rozendaal. Ze werkte in Den Haag, Barcelona, Madrid, Griekenland en in Hengelo, de plaats waar ze ook zou overlijden. Ze schilderde onder andere portretten en stillevens, maar hield zich ook met andere genres bezig. Daarnaast was ze illustrator, vooral van werk van Leonard Roggeveen, en boekbandontwerper.
Ze was lid van Pulchri Studio (Den Haag), mede-oprichter en secretaris van de Haagse Aquarellisten, lid van de Nederlandse Kring van Tekenaars (waarmee ze in 1964 exposeerde in het Stedelijk Museum Amsterdam), lid van de vereniging De Zeester, een kunstenaarscollectief voor vrouwen, en lid van de Gemeenschap Beeldende Kunstenaars.
Jkvr. A. van den Brandeler-van den Brandeler overleed in 2002 op 83-jarige leeftijd. In februari 2005 werd een deel van haar nalatenschap geveild bij Christie's te Amsterdam.
In 2009 wijdden Alied Ottevanger en Ileen Montijn een biografie aan de kunstenaar, mede gebaseerd op haar uitgebreide schriftelijke en andere nalatenschap.

### Eigen werk
- Dibujos. Madrid, [1952].
- 'Herinneringen aan Rossum. Souvenirs de Rossum', in: De woonstede door de eeuwen heen (1982) 53, p. 26-41.
- [met A.H.G. Schaars] '"Het Hof" te Hengelo (G.)', in: Jaarboek Achterhoek en Liemers 11 (1988), p. 79-85.

### Boekillustraties
- Leonard Roggeveen, Piet en Nel bij moeder thuis. 16e druk. Den Haag, z.j.
- Leonard Roggeveen, Piet en Nel op het ijs. 12e druk. Den Haag, z.j.
- Leonard Roggeveen, Piet en Nel voor het voetlicht. 12e druk. Den Haag, z.j.
- Stella Corvalán, Sinfonía del viento. Madrid, [1951].
- Stella Corvalán, Sinfonía de la angustia. Madrid, [1955].
- Stella Corvalán, La luna rota. Memorias de mi infancia. Madrid, [1957].
- Leonard Roggeveen, Piet en Nel stichten een club. 10e druk. Den Haag, [1957].
- Cor Bruijn, Omnibus. Den Haag, [1961].
- Bert Buringa, Helen Keller en de zorg voor blinden en doven. Den Haag, [1961].
- Bert Buringa, Madame Curie. Weldoenster der mensheid. Den Haag, [1962].
- Titt Fasmer Dahl, Het avontuur van Albert Schweitzer. Den Haag/Antwerpen, [1962].
- P. de Zeeuw J.Gzn, Willem de zwijger. 6e druk. Den Haag, [1963].
- Leonard Roggeveen, Piet en Nel maken een poppenkast. Den Haag, [1963].
- Leonard Roggeveen, Piet en Nel nemen afscheid. 9e druk. Den Haag, [ca. 1963].
- Leonard Roggeveen, Piet en Nel gaan logeren. 14e druk. Den Haag, [ca. 1964].
- Leonard Roggeveen, Piet en Nel gaan naar school. 16e druk. Den Haag, [ca. 1964].
- Leonard Roggeveen, Piet en Nel hebben vakantie. 16e druk. Den Haag, [1964].
- P. de Zeeuw J.Gzn, Paul Kruger, de leeuw van Zuid-Afrika. Den Haag, [1964].
- Leonard Roggeveen, Piet en Nel en hun vriendjes. 16e druk. Den Haag, [1967].

## Agnes van den Brandeler Museumprijs
Agnes van den Brandeler Museumprijs, is een prijs ter waarde van 50 duizend euro, die jaarlijks wordt toegekend aan een klein tot middelgroot Nederlands museum dat met een bijzonder plan voor een solotentoonstelling komt. De jury bestaat uit het bestuur van de Agnes van den Brandeler-Stichting. De prijs is in 2018 in het leven geroepen om jonge kunstenaars, die geboren zijn na 1978, en die naar het oordeel van de jury nog te weinig aandacht hebben gekregen, voor het voetlicht te brengen.